# ウスマーン・ブン・ムハンマド・ブン・アビー・スフヤーン
ウスマーン・ブン・ムハンマド・ブン・アビー・スフヤーン（アラビア語: عثمان بن محمد بن أبي سفيان, ラテン文字転写: Uthmān b. Muḥammad b. Abī Sufyān）は、ウマイヤ朝の王族で、682年にウマイヤ朝のカリフであるヤズィード1世（在位：680年 - 683年）の下でマディーナの総督を務めたが、第二次内乱の最中の683年にマディーナの住民によって追放された人物である。

## 経歴

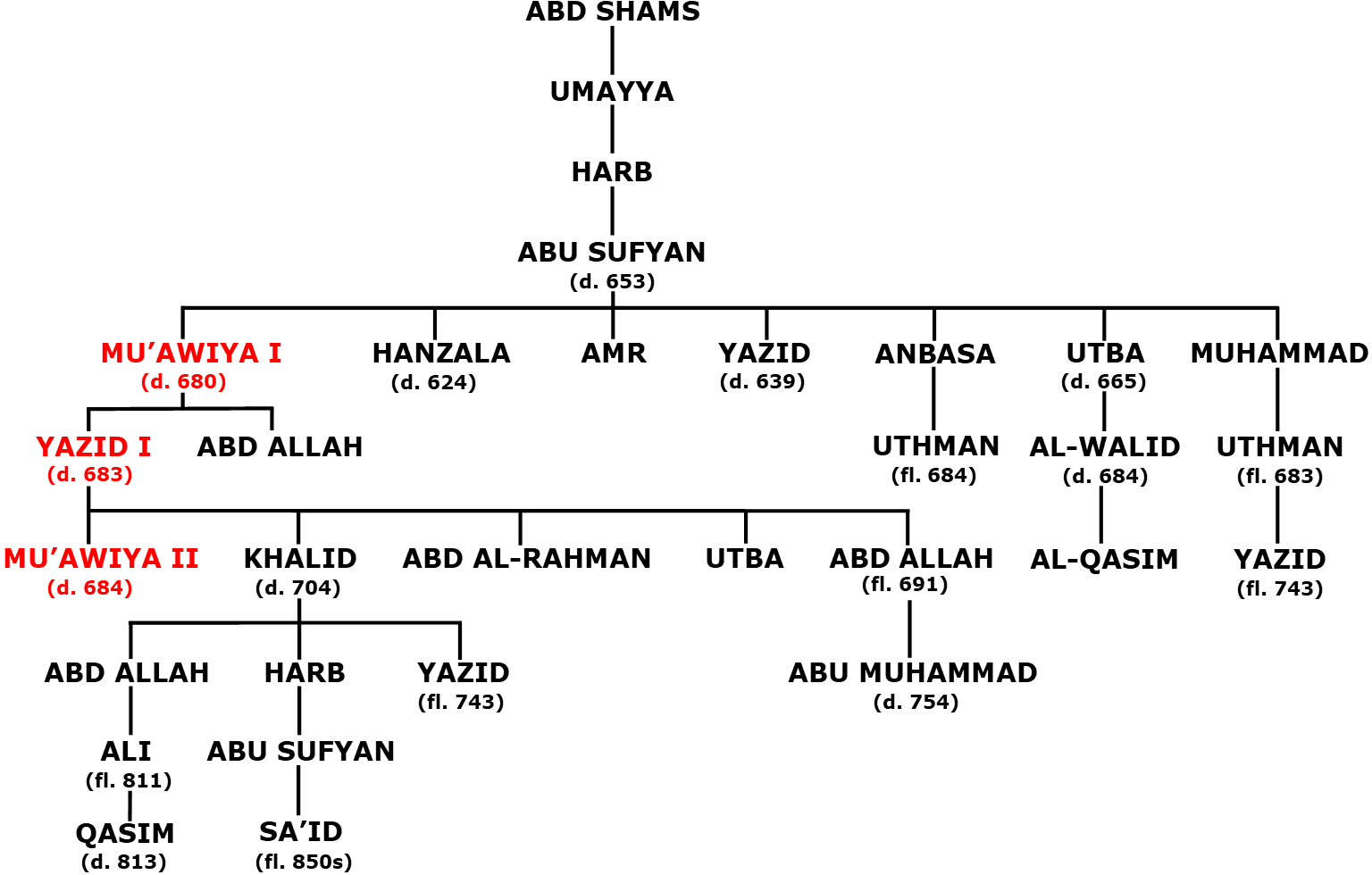
661年から684年までウマイヤ朝を統治したスフヤーン家の家系図（赤色がスフヤーン家のカリフ）。ウスマーンは家系図の右端の2番目の人物。

ウスマーンはウマイヤ家の一族でアブー・スフヤーン・ブン・ハルブの孫にあたり、カリフのヤズィード1世とは父方の従兄弟の関係にある。そのヤズィード1世は682年に別の従兄弟であるアル＝ワリード・ブン・ウトバ・ブン・アビー・スフヤーンに代えてウスマーンをマディーナの総督に任命した。9世紀の歴史家であるタバリーの歴史書に記されている説明によれば、ウスマーンの任命は、メッカを拠点としてウマイヤ朝に対抗し、カリフ位の権利を主張していたアブドゥッラー・ブン・アッ＝ズバイルの策略の結果によるものだった。アブドゥッラーは総督に相応しくない人物であるとしてアル＝ワリード・ブン・ウトバを中傷する手紙を送り、より協力的な人物へ総督を代えるように提案した。ヤズィード1世はこれに応え、ウスマーンを任命した。歴史家のユリウス・ヴェルハウゼンは、ウスマーンについて、「若く、経験に乏しく、うぬぼれ屋」であったと述べている。
当時マディーナで高まっていたヤズィード1世に対する反発を和らげるため、ウスマーンはマディーナの名士たちからなる使節団をダマスクスのヤズィード1世の宮廷に派遣し、カリフが金銭的な優遇を与えることで使節団から支持を得ることを期待した。しかしながら、ヤズィード1世は数多くの下賜品を使節団に与えたにもかかわらず、使節団はマディーナに戻るとカリフの素行の悪さや信仰心の欠如を報告した。その後、使節団の一員であったアブドゥッラー・ブン・ハンザラの指導の下でマディーナの住民たちがヤズィード1世に対して反乱を起こし、ウスマーンを襲撃した。およそ1,000人に及ぶウマイヤ家とそのマワーリー（非アラブ系の庇護民）、そしてクライシュ族の支持者たちも同様に襲撃され、地域内のウマイヤ家の長老格であったマルワーン・ブン・アル＝ハカム（後にウマイヤ朝のカリフとなるマルワーン1世）の下に避難した。
タバリーによれば、ウスマーンは「あらゆる判断力を欠いた若僧に過ぎなかった」ため、この危機が起こっていた間、ヒジャーズ地方のウマイヤ家の人々を統率していたマルワーンからは疎んじられた。最終的にヒジャーズのウマイヤ家の人々はウマイヤ朝の政治的中心地であるシリアに移った。この短期間のマディーナ総督時代以外のウスマーンについては僅かな情報しか知られていない。ウスマーンの娘の一人であるアーティカは後にウマイヤ朝のカリフのワリード2世（在位：743年 - 744年）と結婚した。